# Värasen
Värasen är en sjö i Ovanåkers kommun i Hälsingland och ingår i Ljusnans huvudavrinningsområde. Sjön är 13 meter djup, har en yta på 0,466 kvadratkilometer och befinner sig 392,4 meter över havet. Sjön avvattnas av vattendraget Ullångsån (Kyaån).

## Delavrinningsområde
Värasen ingår i det delavrinningsområde (682311-148804) som SMHI kallar för Inloppet i Räken. Medelhöjden är 362 meter över havet och ytan är 13,59 kvadratkilometer. Det finns inga avrinningsområden uppströms utan avrinningsområdet är högsta punkten. Ullångsån (Kyaån) som avvattnar avrinningsområdet har biflödesordning 3, vilket innebär att vattnet flödar genom totalt 3 vattendrag innan det når havet efter 111 kilometer. Avrinningsområdet består mestadels av skog (88 procent). Avrinningsområdet har 0,46 kvadratkilometer vattenytor vilket ger det en sjöprocent på 3,4 procent.